# Oezbeekse voetbalfederatie
De Oezbeekse voetbalfederatie (UFF) (Oezbeeks: Oʻzbekiston Futbol Federatsiyasi, Russisch: Федерация футбола Узбекистана) is de nationale voetbalbond van Oezbekistan. De UFF werd opgericht in 1946 en erkend door de FIFA in 1994. Het hoofdkwartier staat in Tasjkent; de president is Mirabror Usmanov. De UFF organiseert onder andere de Superligasi, de profcompetitie voor mannen.
De UFF is ook verantwoordelijk voor het Oezbeeks voetbalelftal. Zij is aangesloten bij de AFC, de Aziatische tak van de FIFA.
UFF · A-internationals · Bondscoaches · Statistieken · Oezbeeks vrouwenelftal · Olympisch elftal · Oezbekistan U21 · Oezbekistan U20 · Oezbekistan U19 · Oezbekistan U18 · Oezbekistan U17
1990 – 1999 ·
2000 – 2009 ·
2010 – 2019 ·
2020 – 2029 ·
1994 · 
1995 · 
1996 · 
1997 · 
1998 · 
1999 · 
2000 · 
2001 · 
2002 · 
2003 · 
2004 · 
2005 · 
2006 · 
2007 · 
2008 · 
2009 · 
2010 · 
2011 · 
2012 · 
2013 · 
2014 ·
2015 ·
2016 ·
2017 ·
2018 ·
2019 ·
2020 ·
2021 ·
2022 ·
2023
Albanië ·
Armenië ·
Australië ·
Azerbeidzjan ·
Bahrein ·
Bangladesh ·
Bolivia ·
Bosnië en Herzegovina ·
Burkina Faso ·
Cambodja ·
Canada ·
China ·
Costa Rica ·
Estland ·
Filipijnen ·
Georgië ·
Hongkong ·
India ·
Indonesië ·
Irak ·
Iran ·
Israël ·
Japan ·
Jemen ·
Jordanië ·
Kameroen ·
Kazachstan ·
Kirgizië ·
Koeweit ·
Letland ·
Libanon ·
Malediven ·
Maleisië ·
Marokko ·
Mexico ·
Mongolië ·
Montenegro ·
Nieuw-Zeeland ·
Nigeria ·
Noord-Korea ·
Oeganda ·
Oekraïne ·
Oman ·
Palestina ·
Qatar ·
Rusland ·
Saoedi-Arabië ·
Senegal ·
Singapore ·
Slowakije ·
Sri Lanka ·
Syrië ·
Tadzjikistan ·
Taiwan ·
Thailand ·
Turkije ·
Turkmenistan ·
Uruguay ·
Venezuela ·
Verenigde Arabische Emiraten ·
Verenigde Staten ·
Vietnam ·
Wit-Rusland ·
Zuid-Korea ·
Zuid-Soedan ·
Zweden